# Hymn Słowenii
Zdravljica jest hymnem państwowym Słowenii.
Tekst pieśni Zdravljica napisał France Prešeren, uważany za największego słoweńskiego poetę narodowego. Muzykę skomponował Stanko Premrl. Pieśń została napisana w 1844. Z powodu cenzury nie ukazała się drukiem w tomie poezji Prešerna wydanym w 1847, lecz dopiero w roku następnym. Utwór jest anakreontykiem, zawiera jednak również odwołania do idei niepodległości Słowenii i braterstwa wolnych narodów, w duchu zbliżającej się wówczas Wiosny Ludów. Szczególne znaczenie posiadał w czasie okupacji i walki narodowowyzwoleńczej (1941-45) oraz w latach osiemdziesiątych, kiedy śpiewany był podczas świąt narodowych i uroczystości publicznych. Parlament słoweński (w obrębie ówczesnej Jugosławii) ustanowił pieśń Zdravljica hymnem narodowym w poprawce do konstytucji słoweńskiej w 1989 (27 września), natomiast w 1990 (29 marca) sprecyzowano, że hymn stanowi siódma zwrotka pieśni. Obecnie status hymnu uregulowany jest Ustawą o symbolach narodowych Republiki Słowenii, przyjętą w 1994 r. przez Zgromadzenie Państwowe.
Pieśń ma formę toastu, z czym związany jest jej tytuł (zdravljica, we współczesnym słoweńskim zdravica, oznacza właśnie „toast”) oraz układ graficzny wiersza (carmina figurata), którego każda strofa przypomina kielich.
| Zdravljica (7. zwrotka) Živé naj vsi naródi, ki hrepené dočakat’ dan, da, koder sonce hodi, prepir iz svéta bo pregnan; da rojak prost bo vsak, ne vrag, le sosed bo mejak! | Toast (polskie tłumaczenie) Niech żyją wszystkie narody, które pragną doczekać dnia gdy wszędzie tam, gdzie słońce chodzi, kłótnie zostaną wygnane ze świata; gdy każdy rodak będzie wolny, za miedzą nie wróg, lecz sąsiad będzie! |

Wiersz Toast przełożył na język polski Seweryn Pollak. Jego tłumaczenie jest dostępne w wydaniach poezji France Prešerena Poezje i Poezje wybrane.